# Język reformowany egipski

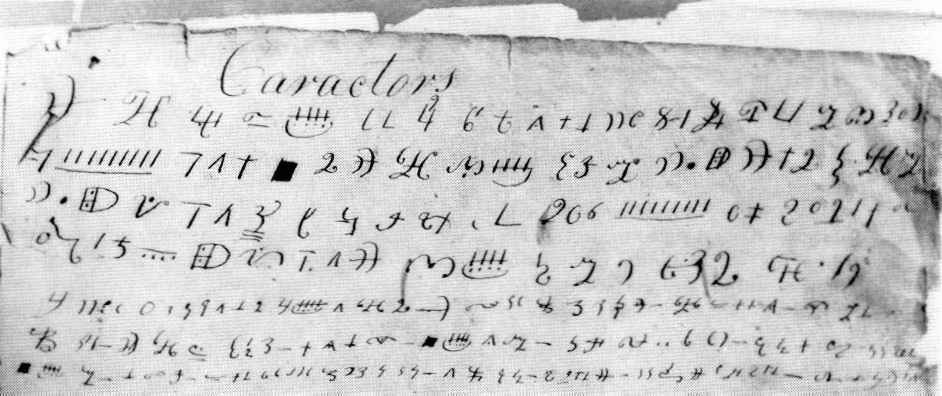
Zdjęcie fragmentu tekstu znanego jako Transkrypt Anthona, na którym Joseph Smith umieścił znaki „języka reformowanego egipskiego”

Reformowany egipski – według religii mormońskiej język proroków mających żyć na półkuli zachodniej pomiędzy 600 rokiem p.n.e. a 421 rokiem n.e. Według objawień Josepha Smitha miał to być język, w którym spisano Księgę Mormona. Ponieważ nie istnieją żadne dowody archeologiczne czy historyczne potwierdzające istnienie takiego języka, jest on uznawany za język fikcyjny.

## Wierzenia mormońskie
Według Księgi Mormona do napisania świętych ksiąg ruchu świętych w dniach ostatnich zostały użyty język reformowany egipski. Zdaniem wiernych językiem tym mieli posługiwać się prorocy zamieszkujący półkulę zachodnią pomiędzy 600 p.n.e. i 421 n.e. Joseph Smith opublikował Księgę Mormona w 1830 roku twierdząc, że dokonał tłumaczenia tychże tekstów. Żadne prace naukowe jednak nie potwierdzają istnienia tekstów napisanych w języku reformowanym egipskim czy w ogóle istnienia samego języka. Nie istnieją ani dowody archeologiczne ani historyczne sugerujące obecność tekstów egipskich w starożytnej Ameryce.
Joseph Smith własnoręcznie zapisał znaki „języka reformowanego egipskiego” w Transkrypcie Anthona, dokumencie z 1828 roku którego zdjęcie pojawiło się w 1908 roku. Według Smitha znaki te znajdowały się na rzekomo odnalezionych przez niego złotych tablicach, na których napisane były święte teksty. Według mormońskiego uczonego Terryla Givensa symbole te są przykładem egipskich znaków wykorzystywanych do „transliteracji hebrajskich wyrazów i vice versa”. Twierdzi on również, że demotyka jest reformowanym egipskim językiem a przykłady mieszania języków semickich ze zmodyfikowanymi znakami egipskimi widać w antycznych tekstach Syrii i Palestyny.